# المحرإب (إب)

تعديل مصدري - تعديل

المحراب محلة تابعة لقرية العدوف، التابعة لعزلة جبل معود بمديرية إب إحدى مديريات محافظة إب في الجمهورية اليمنية.، بلغ تعداد سكانها 173 حسب تعداد اليمن لعام 2004.